# Rua Nova (Belém)
Rua Nova é um distrito da cidade de Belém, Paraíba, Brasil. 